# Арминский, Францишек
Францишек Арминский (Franciszek Armiński; 2 октября 1789, Тымбарк — 14 января 1848, Варшава) — польский астроном.
Учился в Кракове и в Инженерном варшавском училище, с 1812 года в Париже у Араго и Д’Аламбера. Он соорудил астрономическую обсерваторию на Иль-де-Франс, а потом 1829 году в Варшаве, где был профессором университета и директором обсерватории.
Решением Международного астрономического союза в 1976 году в честь Арминского был назван кратер на Луне.